# Steinwache

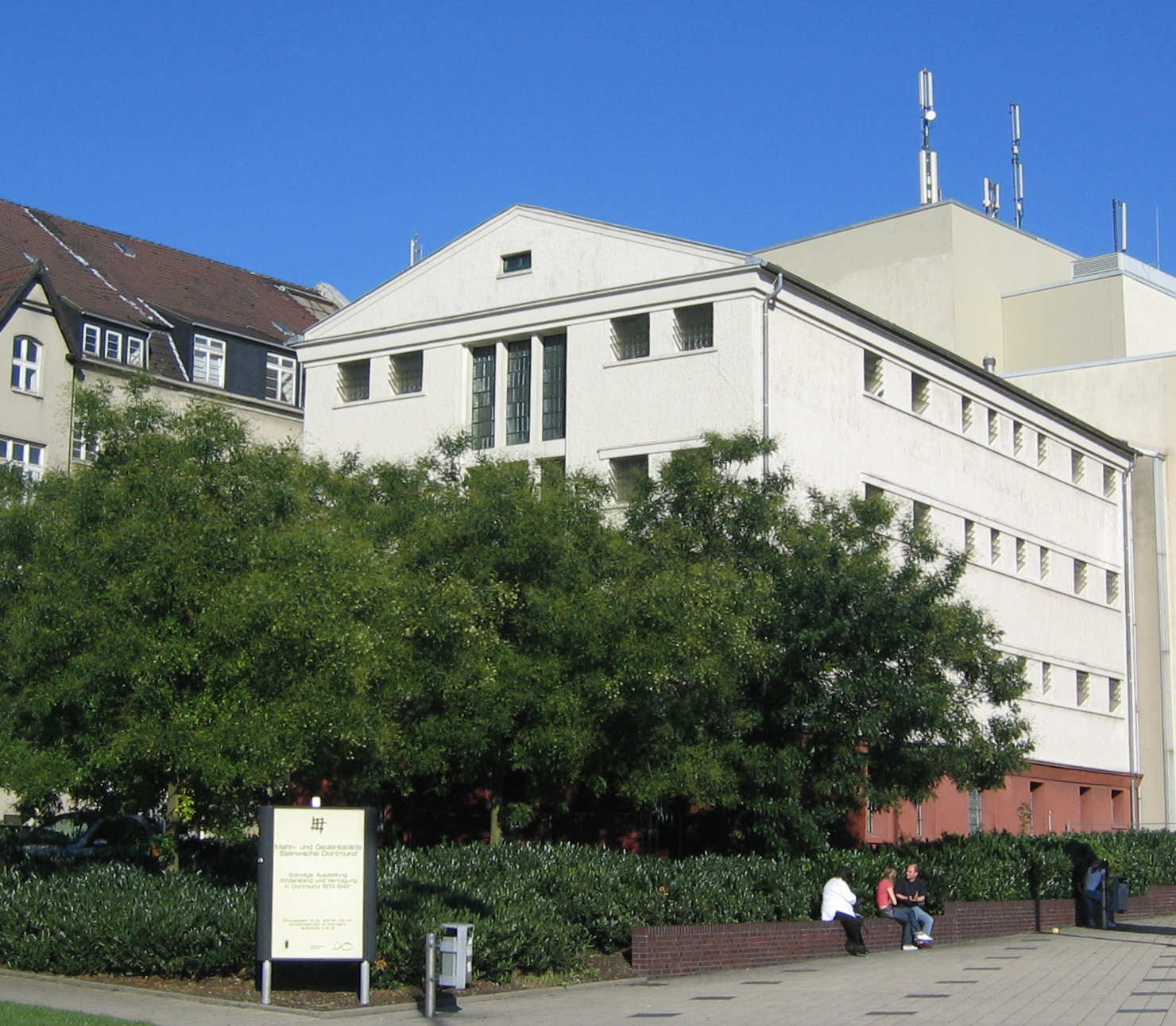
Das Gebäude der Steinwache

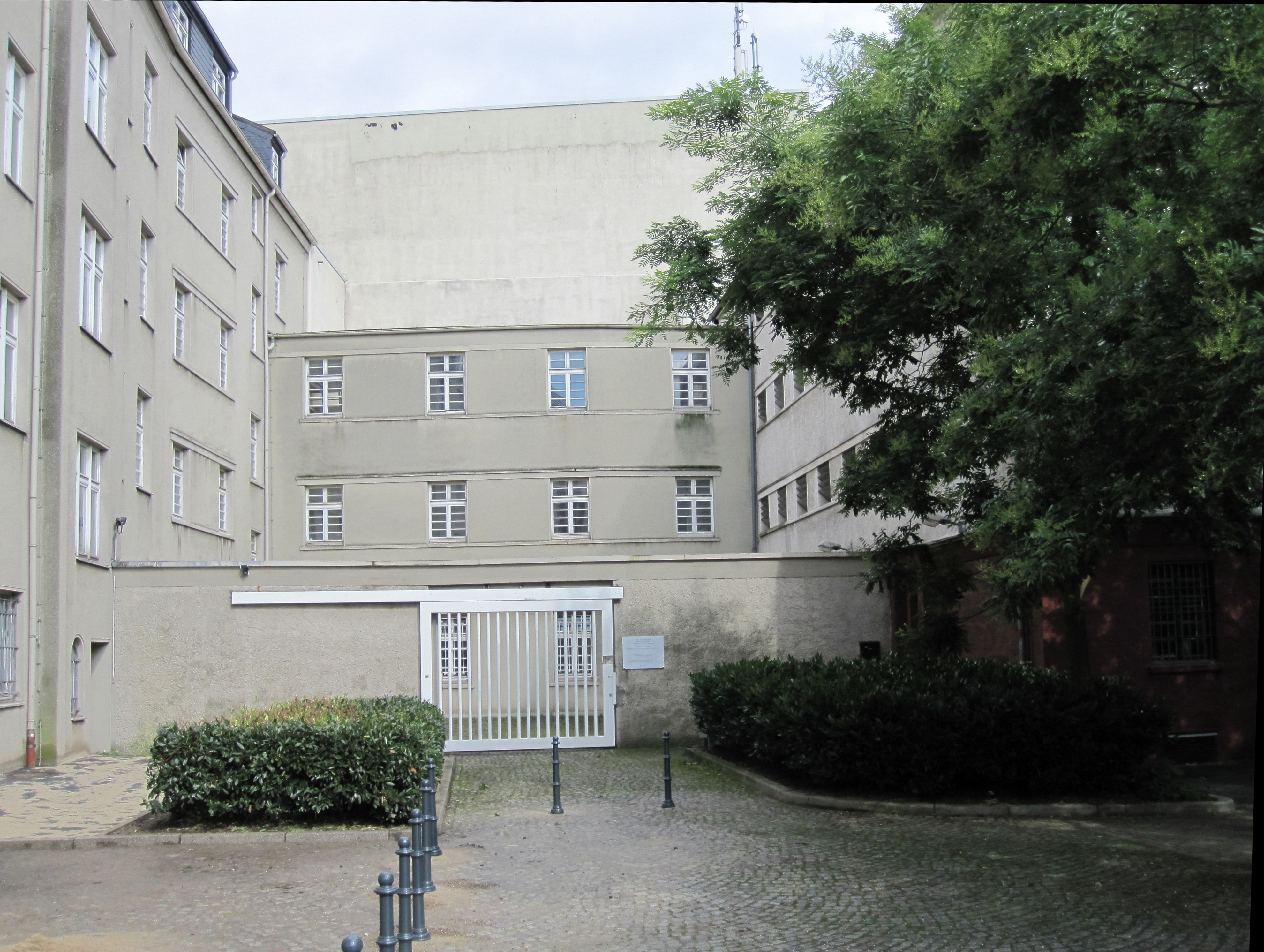
Eingang zur Mahn- und Gedenkstätte

Treppenhaus in der Mahn- und Gedenkstätte Steinwache (2024)

Die Steinwache in Dortmund ist eine Mahn- und Gedenkstätte an die Zeit des Nationalsozialismus und beherbergt die ständige Ausstellung „Widerstand und Verfolgung in Dortmund 1933–1945“ des Dortmunder Stadtarchivs.
Koordinaten: 51° 31′ 10,7″ N, 7° 27′ 38,2″ O

## Geschichte
Die Polizeiwache an der Steinstraße, die Steinwache, entstand 1906 als Sitz des für die nördliche Innenstadt zuständigen 5. Polizeireviers. Insbesondere die Dortmunder Nordstadt war im Rahmen der Industrialisierung stark angewachsen, proletarisch geprägt und wurde vielfach als „Unruheherd“ betrachtet. 1926/27 wurde das ursprüngliche Jugendstilgebäude erweitert. Im Stil der Neuen Sachlichkeit wurden neben der ursprünglichen Wache ein fünfstöckiger Verwaltungs- und ein ebenfalls vierstöckiger Gefängnisbau errichtet, die zusammen mit dem Verbindungstrakt dazwischen und einer Mauer den Gefängnishof umschlossen. Das Gefängnis, die heutige Gedenkstätte Steinwache, war ab 1928 bezugsfertig und gehörte zu den modernsten Gefängnissen Deutschlands.
Dies änderte sich ab 1933 sehr schnell und drastisch. Wie überall im Deutschen Reich nutzte die neugegründete Geheime Staatspolizei (Gestapo) die Einrichtungen der „normalen“ Polizei und so wurde die Steinwache bald nicht nur zum Gefängnis für die von der Gestapo verfolgte politische Opposition der Nationalsozialisten, sondern auch Ort brutaler Verhöre und Folterungen. Schnell als „Hölle von Westdeutschland“ bekannt, waren es in den ersten Jahren nach 1933 in erster Linie Angehörige der in Dortmund traditionell starken kommunistischen und sozialdemokratischen Milieus, die durch die Gestapo hier in „Schutzhaft“ genommen wurden. Das häufig sehr stark überbelegte Gefängnis war darüber hinaus für viele Insassen nur Durchgangsstation auf dem Weg in ein Konzentrationslager. So wurde beispielsweise ein großer Teil der männlichen jüdischen Bevölkerung Dortmunds im Rahmen der Pogromnacht vom 9./10. November 1938 von der Gestapo zunächst in die Steinwache und anschließend in das KZ Sachsenhausen verschleppt.
Während des Zweiten Weltkrieges wurden insgesamt mehrere Millionen ausländischer Zwangsarbeiter in Deutschland zur neuen, wichtigsten Gestapozielgruppe und bald auch zur größten Häftlingsgruppe im Dortmunder Polizeigefängnis. Insbesondere „Ostarbeiter“ waren wegen kleinster „Vergehen“ von der rassistischen Gewalt der Gestapo betroffen. Viele Menschen aus Polen und der Sowjetunion wurden von hier aus direkt in Konzentrationslager deportiert. Ab November 1944 wurde Klaus Barbie, bekannt als der „Schlächter von Lyon“, von Frankreich aus zurück zum SD-Abschnitt Dortmund versetzt. Er hatte hier ein nicht näher bezeichnetes Amt inne. Kurz vor dem Kriegsende tauchte er in Deutschland unter.
Insgesamt waren zwischen 1933 und 1945 über 66.000 Menschen aus dem gesamten Regierungsbezirk Arnsberg, für dessen Überwachung die Dortmunder Gestapostelle zuständig war, in der Steinwache inhaftiert. Manche derjenigen, die noch gegen Kriegsende inhaftiert waren, wurden von der Gestapo im Rahmen der Kriegsendphasenverbrechen im Süden von Dortmund im Rombergpark und in der Bittermark ermordet, woran bis heute das Mahnmal Bittermark erinnert.
Trotz der fast kompletten Zerstörung der Dortmunder Innenstadt blieb die Steinwache nahezu unbeschädigt und wurde nach Ende des Krieges zunächst polizeilich weiter genutzt. So war das Verwaltungsgebäude bis 1976 Dienststelle des Schutzbereiches Nord der Dortmunder Polizei. Das Dortmunder Polizeigefängnis wurde bereits 1958 ins neue Polizeipräsidium an der Hohen Straße verlegt und das alte Gefängnis von 1961 bis 1986 als Schlafstelle für Obdachlose umfunktioniert. In den 80er Jahren war der gesamte Gebäudekomplex lange Zeit vom Abriss bedroht. Auf Initiative des Stadtarchivs und weiterer Organisationen wurde ein Konzept zu einer langfristigen Umwandlung des Gefängnistraktes in eine Mahn- und Gedenkstätte und die Integration der Ausstellung „Widerstand und Verfolgung“ erarbeitet. Nach umfangreichen Renovierungsarbeiten konnte das Verwaltungsgebäude durch die Auslandsgesellschaft Nordrhein-Westfalen genutzt werden, während aus der ehemaligen „Hölle von Westdeutschland“ die „Mahn- und Gedenkstätte Steinwache“ wurde.
Die Steinwache ist als Baudenkmal in die Denkmalliste der Stadt Dortmund eingetragen.

## Die Ausstellung „Widerstand und Verfolgung in Dortmund 1933–1945“
Eine erste Fassung der Ausstellung wurde auf Initiative der SPD bereits 1978 vom Rat der Stadt Dortmund in Auftrag gegeben und vom Stadtarchiv Dortmund erstellt. Unter Schirmherrschaft von Erich Rüttel, dem damals für das Stadtarchiv zuständigen Verwaltungsdezernenten und unter der wissenschaftlichen Leitung von Günther Högl wurde ein Ausstellungskonzept entwickelt, an dessen Umsetzung zahlreiche Mitarbeiter des Stadtarchivs genauso beteiligt waren wie ehemals durch das NS-Regime Verfolgte. Am 30. Januar 1981 konnte die Ausstellung im Foyer des Stadthauses eröffnet werden. 1983 wurde sie im renommierten Kopenhagener Widerstandsmuseum gezeigt. Neben zahlreichen lokalen und regionalen Stationen war sie in der Folgezeit noch in Wien, Odense, Netanja, Amiens, Rostow und Leeds zu sehen.
Am Karfreitag 1984 wurde sie, organisatorisch dem Museum für Kunst und Kulturgeschichte Dortmund unterstellt, im Museum am Westpark eröffnet, wo sie bis 1991 blieb. In dieser Zeit besichtigten weit über 300.000 Besucher die Ausstellung. Nachdem die Nutzung des ehemaligen Gefängnistraktes der „Steinwache“ beschlossen worden und die anschließenden Renovierungsarbeiten abgeschlossen waren, wurde die Ausstellung nach einer kompletten Überarbeitung, die eine Neugestaltung, Umstrukturierung und thematische Erweiterung der ursprünglichen Fassung bedeutete, an diesem authentischen Ort des lokalen NS-Terrors untergebracht und ist dort seit 1992 zu sehen.
In ihrer aktuellen, erweiterten Fassung beschreibt die Ausstellung anhand vieler Fotos, kurzer Texte, historischer Exponate und vielfach auch der Berichte von Zeitzeugen die Geschichte von nationalsozialistischer Verfolgung und dem Widerstand dagegen in Dortmund, der Region und dem ganzen Deutschen Reich. Dies beginnt in den Erdgeschoss-Räumen des ehemaligen Gefängnisses mit der Geschichte des Hauses und der Entstehung und Vorgeschichte des NS-Regimes von der Wirtschaftskrise und den sich zuspitzenden Wahlkämpfen und Auseinandersetzungen zum Ende der Weimarer Republik bis zur bereits vor 1933 erfolgten finanziellen Unterstützung der Nationalsozialisten durch einzelne Ruhrgebietsindustrielle und deren Verstrickung in den NS. Daneben soll mit dem rekonstruierten Aufnahmezimmer ein authentischer Eindruck geschaffen werden. In der ersten Etage werden dann der Beginn des NS-Regimes insbesondere auf lokaler Ebene und die damit zusammenhängende Gleichschaltung der Presse und die Verfolgung Einzelner in diesem Zusammenhang nachgezeichnet. Die „Säuberungen“ auf politischer und kultureller Ebene in Dortmund werden genauso thematisiert wie die Verfolgung und Zerschlagung der unterschiedlichen Organisationen der Arbeiterbewegung und die Verfolgung homosexueller Menschen durch die Nazis. Außerdem kann am Beispiel der ehemaligen Isolierzelle wiederum Einblick in frühere Verhältnisse im Gefängnis genommen werden. Ein Stockwerk höher werden einzelne frühe Opfer des Naziterrors aus der sozialistischen Arbeiterschaft Dortmunds vorgestellt, eine rekonstruierte Haftzelle gezeigt und das Thema Widerstand am Beispiel unterschiedlicher Parteien und Gruppen, aber auch in seinen unterschiedlichen Formen präsentiert. Berichte von Zeitzeugen runden dies ab. Auch wird hier, quasi im Übergang zur dritten Etage, wo vermehrt auf die Themen Verfolgung und NS-Opfer eingegangen wird, noch das Thema Zwangsarbeit und die rassistische Verfolgung der davon Betroffenen vermittelt. Im obersten Stockwerk geht es primär um das Thema Religionsgemeinschaften. Von der Anpassung großer Teile der beiden christlichen Kirchen, dem mutigen Widerstand und der brutalen Verfolgung Einzelner und kleiner Gruppen aus diesen Milieus führt der Weg hier über die weitaus umfassendere und brutalere Verfolgung der Zeugen Jehovas bis hin zur rassistisch motivierten systematischen Entrechtung, Verfolgung und Ermordung der jüdischen Bevölkerung. Aber auch die Verfolgung und massenhafte Ermordung der Sinti und Roma, die Verfolgung unangepasster Jugendlicher („Edelweißpiraten“) und die sogenannte Inschriftenzelle mit erhalten gebliebenen Wandinschriften von Häftlingen werden gezeigt. Abschließend wird im Keller der unmittelbare örtliche Gestapoterror am Beispiel einer ehemaligen „Folterzelle“ genauso präsentiert wie die Themen Konzentrationslager, Justiz im Nationalsozialismus, Euthanasie („Nationalsozialistische Rassenhygiene“) und die Massenmorde der Dortmunder Gestapo im Rombergpark und in der Bittermark.
Der Rat der Stadt Dortmund hat 2023 eine bauliche Erweiterung der Mahn- und Gedenkstätte Steinwache  und eine Modernisierung der Dauerausstellung beschlossen.  Die Kosten belaufen sich auf 17,3 Millionen Euro. Der Baubeginn ist für Juni 2025 geplant. Im Herbst wird mit dem Anbau begonnen. Im Juni 2025 wurde die Steinwache für mindestens drei Jahre wegen Umbauarbeiten geschlossen.

## Prominente Inhaftierte (Auswahl)
- Heinrich Czerkus, kommunistischer Widerstandskämpfer und Platzwart von Borussia Dortmund
- Johannes Joachim Degenhardt, späterer Erzbischof von Paderborn
- Max Frank, sozialdemokratischer Politiker
- Fritz Henßler, sozialdemokratischer Politiker
- Franz Hippler, kommunistischer Widerstandskämpfer
- Hans Joachim Iwand, evangelischer Theologe, Mitglied der Bekennenden Kirche, evangelischer Widerstandskämpfer
- Anton Kalt, kommunistischer Widerstandskämpfer
- Benno Niggemeyer, katholischer Widerstandskämpfer
- Kurt Piehl, Edelweißpirat
- Paul Polte, Schriftsteller
- Josef Quinke, katholischer Widerstandskämpfer
- Robert Quiskamp, röm.-kath. Geistlicher
- Karl Schabrod, kommunistischer Politiker
- Käthe Schaub, sozialdemokratische Politikerin
- Rudi Steffens, kommunistischer Widerstandskämpfer
- Charlotte Temming, Schriftstellerin
- Ludwig Steil, Pfarrer und Märtyrer der Bekennenden Kirche